# 陳爵 (明朝)
陳爵（1431年—？），字良貴，福建漳州府南靖縣人，明朝政治人物。

## 生平
福建鄉試第六十二名。天順元年（1457年）丁丑科會試第一百七十四名，殿試登進士第三甲第一百五十名。曾官廣東揭陽縣知縣。

## 家族
曾祖父陳純仁。祖父陳鍈，曾任訓導。父亲陳肅。